# Copa del Rey de hockey patines 2006
La Copa del Rey de hockey patines 2006 fue la sexagésima tercera edición de la Copa del Rey de este deporte. La sede única fue la ciudad de Lloret de Mar y los encuentros se disputaron en el Pavelló Municipal d'Esports.
Se disputó entre los 7 mejores equipos de la OK Liga 2005-06 en la primera vuelta de la liga, según el sorteo efectuado el 8 de febrero de 2006.
Los partidos se jugaron entre el 9 de marzo y el 12 de marzo de 2006.
El campeón de esta edición fue el Reus Deportiu, que consiguió su séptimo título de copa.

## Equipos participantes
- CP Tenerife
- FC Barcelona
- Reus Deportiu
- SHUM Maçanet
- CP Vic
- Igualada HC
- CH Lloret
- CP Vilanova

## Resultados
|  | Cuartos de final | Cuartos de final |               |               | Semifinales | Semifinales |  |              | Final       | Final       |  |
|  | 9 y 10 de marzo  | 9 y 10 de marzo  |               |               | 11 de marzo | 11 de marzo |  |              | 12 de marzo | 12 de marzo |  |
|  |                  |                  |               |               |             |             |  |              |             |             |  |
|  |                  |                  |               |               |             |             |  |              |             |             |  |
|  | FC Barcelona     | 5                |               |               |             |             |  |              |             |             |  |
|  | FC Barcelona     | 5                |               |               |             |             |  |              |             |             |  |
|  | SHUM Maçanet     | 1                |               |               |             |             |  |              |             |             |  |
|  | SHUM Maçanet     | 1                |               | FC Barcelona  | 5           |             |  |              |             |             |  |
|  |                  |                  |               | FC Barcelona  | 5           |             |  |              |             |             |  |
|  |                  |                  | Igualada HC   | 3             |             |             |  |              |             |             |  |
|  | CH Lloret        | 1                | Igualada HC   | 3             |             |             |  |              |             |             |  |
|  | CH Lloret        | 1                |               |               |             |             |  |              |             |             |  |
|  | Igualada HC      | 2                |               |               |             |             |  |              |             |             |  |
|  | Igualada HC      | 2                |               |               |             |             |  | FC Barcelona | 2           |             |  |
|  |                  |                  |               |               |             |             |  | FC Barcelona | 2           |             |  |
|  |                  |                  | Reus Deportiu | 3             |             |             |  |              |             |             |  |
|  | Reus Deportiu    | 5                | Reus Deportiu | 3             |             |             |  |              |             |             |  |
|  | Reus Deportiu    | 5                |               |               |             |             |  |              |             |             |  |
|  | CP Vilanova      | 0                |               |               |             |             |  |              |             |             |  |
|  | CP Vilanova      | 0                |               | Reus Deportiu | 3           |             |  |              |             |             |  |
|  |                  |                  |               | Reus Deportiu | 3           |             |  |              |             |             |  |
|  |                  |                  | CP Vic        | 2             |             |             |  |              |             |             |  |
|  | CP Vic           | 3                | CP Vic        | 2             |             |             |  |              |             |             |  |
|  | CP Vic           | 3                |               |               |             |             |  |              |             |             |  |
|  | CP Tenerife      | 1                |               |               |             |             |  |              |             |             |  |
|  | CP Tenerife      | 1                |               |               |             |             |  |              |             |             |  |
|  |                  |                  |               |               |             |             |  |              |             |             |  |

## Final
| Fecha                       | Hora  | Partido      | Partido | Partido       |
| --------------------------- | ----- | ------------ | ------- | ------------- |
| 12 de marzo                 | 17:30 | FC Barcelona | 2-3     | Reus Deportiu |
| Pavelló Municipal d'Esports |       |              |         |               |